# Semiotus aliciae
Semiotus aliciae is een keversoort uit de familie kniptorren (Elateridae). De wetenschappelijke naam van de soort werd voor het eerst geldig gepubliceerd in 2007 door Wells.

## Voorkomen
De soort komt voor in Panama.

## Etymologie
De soort is vernoemd naar Alicia Wells.